# Vepris
Vepris är ett släkte av vinruteväxter. Vepris ingår i familjen vinruteväxter.

## Dottertaxa tillVepris, i alfabetisk ordning[1]
- Vepris afzelii
- Vepris allenii
- Vepris amaniensis
- Vepris ampody
- Vepris aralioides
- Vepris arenicola
- Vepris arushensis
- Vepris bachmannii
- Vepris bilocularis
- Vepris boiviniana
- Vepris borenensis
- Vepris bremekampii
- Vepris calcicola
- Vepris carringtoniana
- Vepris cauliflora
- Vepris crenulata
- Vepris dainellii
- Vepris darcyi
- Vepris decaryana
- Vepris densiflora
- Vepris dicarpella
- Vepris diversifolia
- Vepris drummondii
- Vepris ebolowensis
- Vepris eggelingii
- Vepris elegantissima
- Vepris elliotii
- Vepris eugeniifolia
- Vepris fadenii
- Vepris fanshawei
- Vepris felicis
- Vepris fitoravina
- Vepris gabonensis
- Vepris gamopetala
- Vepris glaberrima
- Vepris glandulosa
- Vepris glomerata
- Vepris gossweileri
- Vepris grandifolia
- Vepris hanangensis
- Vepris heterophylla
- Vepris hiernii
- Vepris humbertii
- Vepris lanceolata
- Vepris leandriana
- Vepris lecomteana
- Vepris lepidota
- Vepris louisii
- Vepris louvelii
- Vepris macedoi
- Vepris macrophylla
- Vepris mandangoana
- Vepris mendoncana
- Vepris morogorensis
- Vepris myrei
- Vepris natalensis
- Vepris ngamensis
- Vepris nitida
- Vepris nobilis
- Vepris noldeae
- Vepris oubanguensis
- Vepris parvicalyx
- Vepris peraperta
- Vepris polymorpha
- Vepris reflexa
- Vepris renieri
- Vepris rogersii
- Vepris samburuensis
- Vepris sansibarensis
- Vepris schliebenii
- Vepris sclerophylla
- Vepris simplicifolia
- Vepris soyauxii
- Vepris spathulata
- Vepris stolzii
- Vepris suaveolens
- Vepris tabouensis
- Vepris termitaria
- Vepris trichocarpa
- Vepris trifoliolata
- Vepris uguenensis
- Vepris unifoliolata
- Vepris welwitschii
- Vepris verdoorniana
- Vepris whitei
- Vepris zambesiaca